# البحار القطبية

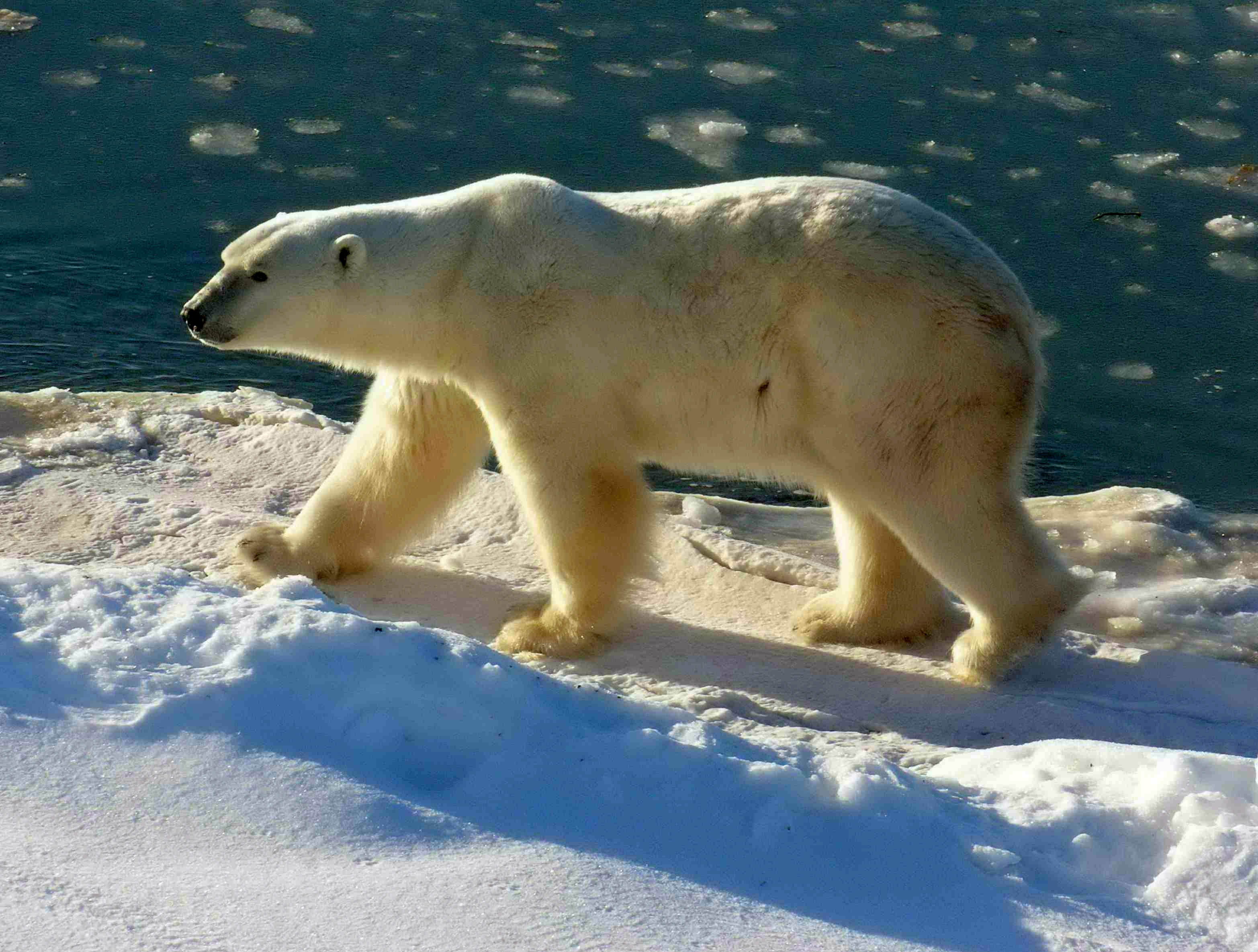
دب قطبي في مانيتوبا بكندا نوفمبر 2004

البحار القطبية هو مصطلح جماعي للمحيط المتجمد الشمالي والجزء الجنوبي من المحيط الجنوبي. في أبرد السنوات يمكن للجليد البحري أن يغطي حوالي 13 في المائة من إجمالي سطح الأرض عند الحد الأقصى، لكن خارج المرحلة في نصفي الكرة الأرضية تحتوي البحار القطبية على حيوم ضخم به العديد من الكائنات الحية.
من بين الأنواع التي تعيش في مختلف البحار القطبية والمناطق البرية المحيطة بها الدب القطبي، والرنة (الوعل)، وثور المسك، والأرنب القطبي الشمالي، والسنجاب الأرضي القطبي الشمالي، والحوت، وفقمة قيثارية، والفظ. هذه الأنواع لديها تكيفات فريدة من نوعها مع الظروف القاسية. قد يتعرض الكثير منها للخطر إذا لم يتمكنوا من التكيف مع الظروف المتغيرة. وخلافاً للرأي السائد، فإن الدراسات التي أجراها الصندوق العالمي للحياة البرية بشأن الدببة القطبية تظهر أن هذا النوع ازدهر منذ عام 1950، فبلغ خمسة أضعاف الأعداد المسجلة في عام 1950. وفي عموم الأمر، تعتبر النظم البيئية في القطب الشمالي هشة نسبيا وبطيئة في التعافي من الأضرار الجسيمة.

## القطب الشمالي

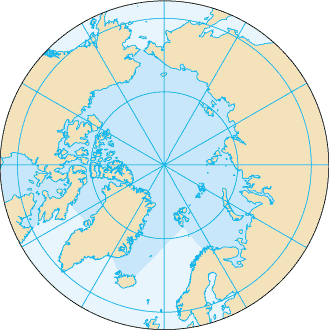
المحيط المتجمد الشمالي

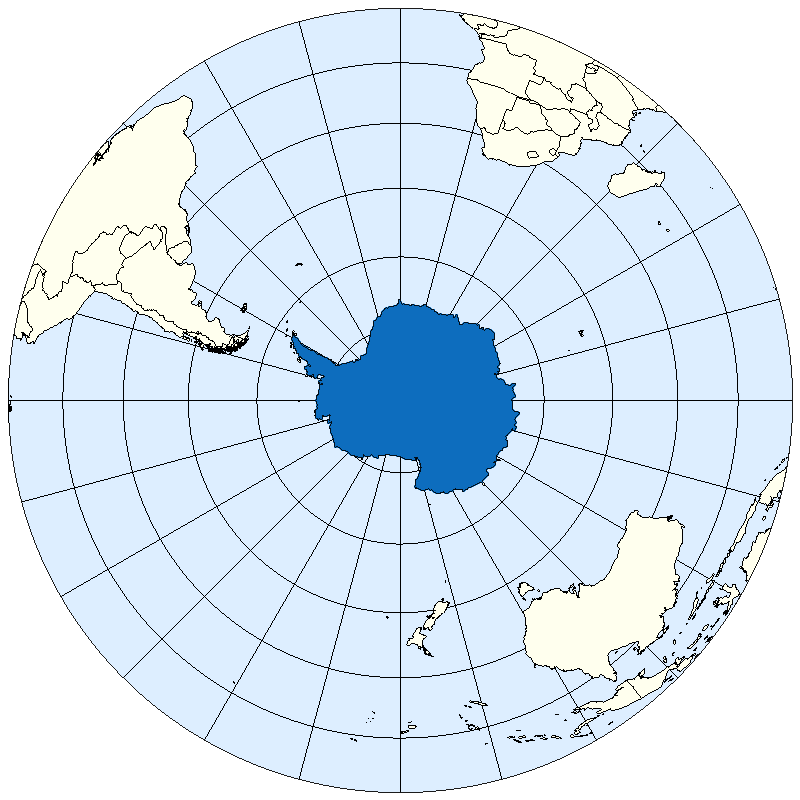
أنتاركتيكا والمحيط المتجمد الجنوبي

تعد مساحة كبيرة من الأراضي في المنطقة القطبية الشمالية جزءًا من منطقة التندرا الحيوية للأرض. جنوب منطقة التندرا في القطب الشمالي، حيث درجات الحرارة أقل برودة، توجد الغابات الشاسعة من الأشجار الصنوبرية في منطقة التايغا الحيوية. شمال منطقة التندرا القطبية الشمالية توجد الدببة القطبية والحياة البحرية الفريدة للمحيط المتجمد الشمالي.
يتمتع المحيط المتجمد الشمالي بحياة نباتية وفيرة نسبيًا. تساهم المغذيات من الأنهار، جنبًا إلى جنب مع الخلط والعواصف، في مغذيات الطبقات المختلطة التي تعتبر ضرورية لتطوير العوالق النباتية في القطب الشمالي. خلال فصل الصيف، يشجع التشمس الشمسي المستمر تقريبًا على ازدهار العوالق النباتية. المحيط المتجمد الشمالي محاط بالقارات وله عدد قليل من الوصلات الضيقة والضحلة نسبيًا بأحواض المحيط الكبيرة في الجنوب. تتدفق كميات كبيرة من المياه العذبة النهرية بالإضافة إلى العناصر الغذائية الوفيرة إلى حوض القطب الشمالي من أنهار سيبيريا. يوجد أوسع جرف قاري على هذا الكوكب في المحيط المتجمد الشمالي، ويمتد أكثر من 1000 كيلومتر إلى الخارج من سيبيريا وألاسكا. ونتيجة لذلك، فإن معظم الحوض ضحل جدًا. من ناحية أخرى، يحتوي المحيط المتجمد الشمالي على أعمق وأبطأ سلسلة من التلال في منتصف المحيط انتشارًا على الكوكب والتي كان يُعتقد حتى عام 2003 أنها غير نشطة بركانيًا. ولكن منذ ذلك الحين، تم اكتشاف عشرات البراكين النشطة، مما يوضح محدودية المعلومات المتاحة عن المحيط المتجمد الشمالي الذي يصعب دراسته. تعمل الأنهار السيبيرية العديدة التي تتدفق على الجرف القاري الضحل على تجديد مياه البحر. وقد أظهرت هذه الأنهار زيادة في التدفق مؤخرًا، ربما بسبب زيادة هطول الأمطار على مستوى العالم نتيجة لتغير المناخ. قد تؤدي زيادة التدفق إلى رفع مستوى العناصر الغذائية النهرية. ومع ذلك، فإن الجفاف الشديد في سيبيريا، كما حدث في عام 2010، يمكن أن يؤدي إلى انخفاض التدفقات. هناك اهتمام باحتمال إطلاق غاز الميثان، وهو أحد غازات الدفيئة القوية، من هيدرات الميثان الموجودة في رواسب الجرف القاري في القطب الشمالي، إذا حدث ارتفاع كافٍ في درجة حرارة المحيطات. يغطي الجليد ما يصل إلى 80% من سطح المحيط في الشتاء، وينخفض إلى حوالي 60% في الصيف؛ لقد بدأ الغطاء الجليدي في الانخفاض بوتيرة ثابتة وسريعة. جزء كبير من الجليد عبارة عن جليد متعدد السنوات، وفي أقصى الشمال يمكن أن يصل سمكه إلى أكثر من مترين. وفي الصيف، يميل الجليد إلى الذوبان عند الواجهة الجوية والبحرية. وتتشكل أحواض ذوبان سطحية، مما يزيد من البياض.

## القطب الجنوبي
معظم القارة القطبية الجنوبية مغطاة بطبقة سميكة من الجليد، مع وجود عدد قليل من الأنواع التي تعيش بشكل دائم في المناطق المغطاة بالجليد. هناك العديد من أنواع طيور البطريق في المنطقة القطبية الجنوبية. تجد جميع الحيوانات الموجودة في القارة القطبية الجنوبية تقريبًا طعامها في المحيط الجنوبي المحيط بالقارة، وتوجد حياة بحرية وفيرة في المحيط الجنوبي.
بسبب الموائل المتطرفة ولكن الثابتة، يمكن أن يؤدي أي اضطراب أو ضرر بسيط إلى تغيير الأنظمة القطبية. على الرغم من أنها بعيدة عن العالم البشري، فإن البحار القطبية ليست بيئات "بدائية". بالمقارنة مع منطقة القطب الجنوبي، يتمتع القطب الشمالي بتاريخ طويل من التفاعل مع الإنسان. يمكن أن يكون هيكل الشبكة الغذائية القطبية حساسًا لسيطرة الإنسان "من أعلى إلى أسفل" خاصة مع تطور ونمو الصيد الصناعي. تغير المناخ ظاهرة طبيعية تؤثر على الحياة في المناطق القطبية. هناك أدلة رصدية على أن مناخ القارة القطبية الجنوبية هو مؤشر لتغير المناخ في نصف الكرة الشمالي، حيث يتقدم بحوالي 1000 عام. إن دراسة الجليد في القارة القطبية الجنوبية وتوزيعه والتغيرات في حجم الجليد والمؤشرات الأخرى للمناخ القاري في القارة القطبية الجنوبية هي في مرحلة مبكرة من التطوير وحتى مرحلة مبكرة من الفهم. ويجري الآن استكشاف تقنيات دراسة التضاريس تحت الجليد. ولم يتم اختراق بحيرة فوستوك، المدفونة تحت أميال من الجليد، حتى الآن. هناك أدلة على أنها كانت خارج الاتصال بالغلاف الجوي لملايين السنين، مما يجعلها كنزًا محتملاً من المعلومات.
نسبيًا تحيط البحار القطبية الجنوبية والمحيط الجنوبي بأعلى قارة على وجه الأرض وأكثرها جفافًا وبرودة ورياحًا. بسبب انخفاض متوسط درجة الحرارة، لا يوجد مدخل نهري إلى البحار القطبية الجنوبية والقليل من المدخلات من الأرض. بالإضافة إلى الجليد البحري الرقيق نسبيًا، توجد أرفف جليدية سميكة وواسعة النطاق (الأنهار الجليدية العائمة) في منطقة القطب الجنوبي. أكثر من 90% من الجليد البحري هو جليد السنة الأولى (السنوي) ويبلغ سمكه أقل من 2 متر. يعود تاريخ أول رؤية مؤكدة للقارة القطبية الجنوبية إلى عام 1820.

## دور المناخ العالمي
تلعب البحار القطبية دورًا مهمًا في المناخ العالمي:
- تصدير الكربون/عزل الكربون: يؤثر على تركيز ثاني أكسيد الكربون في الغلاف الجوي للأرض.
- إنتاج ثنائي ميثيل بروبيونات السلفونيوم: يعمل ثنائي ميثيل بروبيونات السلفونيوم كنواة في تكوين السحابة ويغير البياض الإقليمي وهطول الأمطار.
- ميزانية طاقة الأرض: الغيوم تزيد من البياض، والجليد البحري يزيد من البياض، والأرفف الجليدية تزيد من البياض.
- تكوين المياه العميقة والسفلى: المناطق القطبية هي مصدر مياه المحيطات العميقة والسفلى الباردة. بسبب غرق المياه المالحة الباردة والكثيفة بالقرب من جرينلاند، وعند التقارب في القطب الجنوبي، من بين مواقع أخرى، يتم الحفاظ على دوران المحيطات العالمي.

من المتوقع أن تكون هذه واضحة لأول مرة في المناطق القطبية وشبه القطبية. كان من المفترض أن يكون انخفاض الغطاء الجليدي الصيفي في المحيط القطبي الشمالي أحد هذه العلامات، ومع ذلك فإن عكس هذا الاتجاه يترك السؤال مفتوحًا باعتباره أصول الاتجاه المعكوس الآن لمدة 30 عامًا. في عام 1979 تم توضيح غلاف مجلة تايم بصورة لغطاء الجليد في القطب الشمالي ويتوسع خارج حوض القطب الشمالي، ويبدو أن الرأي ليس له قيمة تذكر. تكشف البيانات الحقيقية عن اتجاه التغطية الجليدية إلى الزيادة. وإذا استمرت هذه الزيادة، فإن الوقت وحده هو الذي سيحدد ذلك. توقفت الدول المتقدمة عن إنتاج واستخدام مركبات الكربون الكلورية فلورية، كما أن وفرة الغلاف الجوي وما يترتب على ذلك من استنفاد الأوزون آخذة في الانخفاض بشكل عام. ثقب الأوزون: إن انفصال الجروف الجليدية القطبية هي عملية مستمرة مع زيادات في غرب القارة القطبية الجنوبية يوازنها انخفاض في شرق القارة القطبية الجنوبية. كشفت دراسة متأنية أن حجم الجليد في غرب القارة القطبية الجنوبية قد تم تقديره بشكل غير صحيح ولا يظهر أي تغير كبير يعزى إلى تغير المناخ خلال فترة المراقبة.

## الصفات
تحدث تذبذبات شديدة في الإشعاع في هذه المناطق، فقد تكون مظلمة تمامًا (في الشتاء) أو فاتحة (في الصيف) لعدة أشهر. بسبب وجود الجليد القطبي، فإن انعكاس ضوء الشمس على السطح مرتفع جدًا. وبالإضافة إلى ذلك فإن الزاوية الشمسية منخفضة نسبياً. لذلك يمكن للضوء الأقل أن يخترق الماء ويصبح متاحًا حيويًا للنباتات الموجودة في المياه القطبية تحت الغطاء الجليدي. درجات حرارة المياه منخفضة، لكنها لا تتغير كثيرا موسميا. إن درجة الحرارة المنخفضة والإشعاع العالي المنخفض المتاح معًا يحدان من الإنتاج الأولي. العناصر الغذائية الرئيسية لا تحد في كثير من الأحيان من الإنتاج الأولي. يحدث ازدهار العوالق النباتية في الصيف، بسبب انخفاض الملوحة (ماء الجليد البحري الذائب)، وانخفاض الاختلاط، وارتفاع التقسيم الطبقي، وارتفاع درجة الحرارة، والمزيد من الضوء الحيوي المتوفر. الجليد مهم جدا في هيكلة البيئة. إنه ينظم فيزياء وكيمياء وبيولوجيا عمود الماء، والتبادل الجوي والبحري.

## التطوير
هناك ارتفاع متوقع في استكشاف وتطوير البحار القطبية بسبب الطلب المتزايد على الوقود والسلع. ويعتبر ظهور اقتصاد الصين والهند أحد المحركات الرئيسية لهذه الظاهرة بسبب الإقبال غير المسبوق على المواد الخام والوقود. في الوقت الحاضر، لا توجد حتى الآن أرقام دقيقة تحدد احتياطيات النفط والغاز في البحار القطبية. إلا أن الاستكشافات الأولية أدت إلى تحديد إمكاناتها. على سبيل المثال، اكتشفت الاستكشافات الكندية الغاز والنفط في العديد من مواقع القطب الشمالي مثل بحر بيوفورت، وأرخبيل القطب الشمالي الكندي، ولابرادور، ونيوفاوندلاند. تمتلك جزر القطب الشمالي وحدها ما يقدر بنحو 4.3 مليار برميل من احتياطي النفط في حين أن تلك المواقع التي تقع ضمن الجرف القاري في ألاسكا لديها احتياطيات محتملة قابلة للاستخراج تبلغ قيمتها 18 مليار دولار.
يوجد الآن 46 دولة أطرافًا في التعاون والمعاهدات التي تغطي المناطق القطبية. ويقوم العديد منها سواء بشكل فردي أو مع شركاء، بإجراء الأبحاث والاستكشافات في البحار القطبية الشمالية والقطب الجنوبي. وتخضع هذه الأنشطة للبروتوكولات البيئية الدولية. ومع ذلك فإن دولًا مثل الصين التي تواجه نقصًا في النفط في المستقبل، تستكشف المنطقة بقوة بغرض استخراج النفط على الرغم من الحظر الدولي على مثل هذا النشاط.

## روابط خارجية
- Watch an amazing 360 degree journey through the polar seas on this site